# إد راند
إد راند (بالإنجليزية: Ed Rand) هو شخصية أعمال وسياسي أمريكي، ولد في 4 فبراير 1920 في الإسكندرية في الولايات المتحدة، وتوفي بنفس المكان في 26 مارس 1999. حزبياً، نشط في الحزب الديمقراطي. وقد انتخب عضو مجلس نواب لويزيانا.